# Пискина Салида (Сардинија)
Пискина Салида је насеље у Италији у округу Сасари, региону Сардинија.
Према процени из 2011. у насељу је живело 3 становника. Насеље се налази на надморској висини од 2 м.